# Opičí pinč
Opičí pinč (německy: Affenpinscher, anglicky Monkey dog) je německé psí plemeno. Bylo uznáno Mezinárodní kynologickou federací (FCI), která jej řadí do skupiny pinčové a knírači.

## Historie

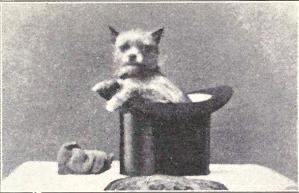
Kresba opičího pinče z roku 1915

Toto psí plemeno bylo vyšlechtěno v jižním Německu asi v 17. století. Jeho hlavním účelem byl lov krys a potkanů na vesnických statcích. Předky opičího pinče najdeme již na dřevořezbách Albrechta Dürera, ti se tehdy chovali ke stejnému účelu jako opičí pinčové, ale postupem času vymřeli. Nejznámějším vyobrazením opičího pinče je několik obrazů od Vincenta van Gogha. Název vznikl z německého slova Affe, což znamená opice. Nejspíše dostal právě toto jméno, protože jeho obličej připomíná opici. Jako samostatné plemeno byl uznán v roce 1896. Nejvíce se jejich chov rozvíjel na přelomu 19. a 20. století v Německu, kdy byl o tyto psy velký zájem.
Z opičího pinče byli vyšlechtěni belgičtí grifonkové, ti po svém předchůdci zdědili vous na hlavě, srst i tělesnou konstrukci.
Oficiální používaná zkratka v Česku je OP a zastřešuje jej zde jediný chovatelský klub; Klub pinčů České republiky. Nejrozšířenější jsou tito psi v USA a v Německu. Pro své původní účely se dnes již nevyužívá, ale najdeme jej jako společníka.

## Vzhled

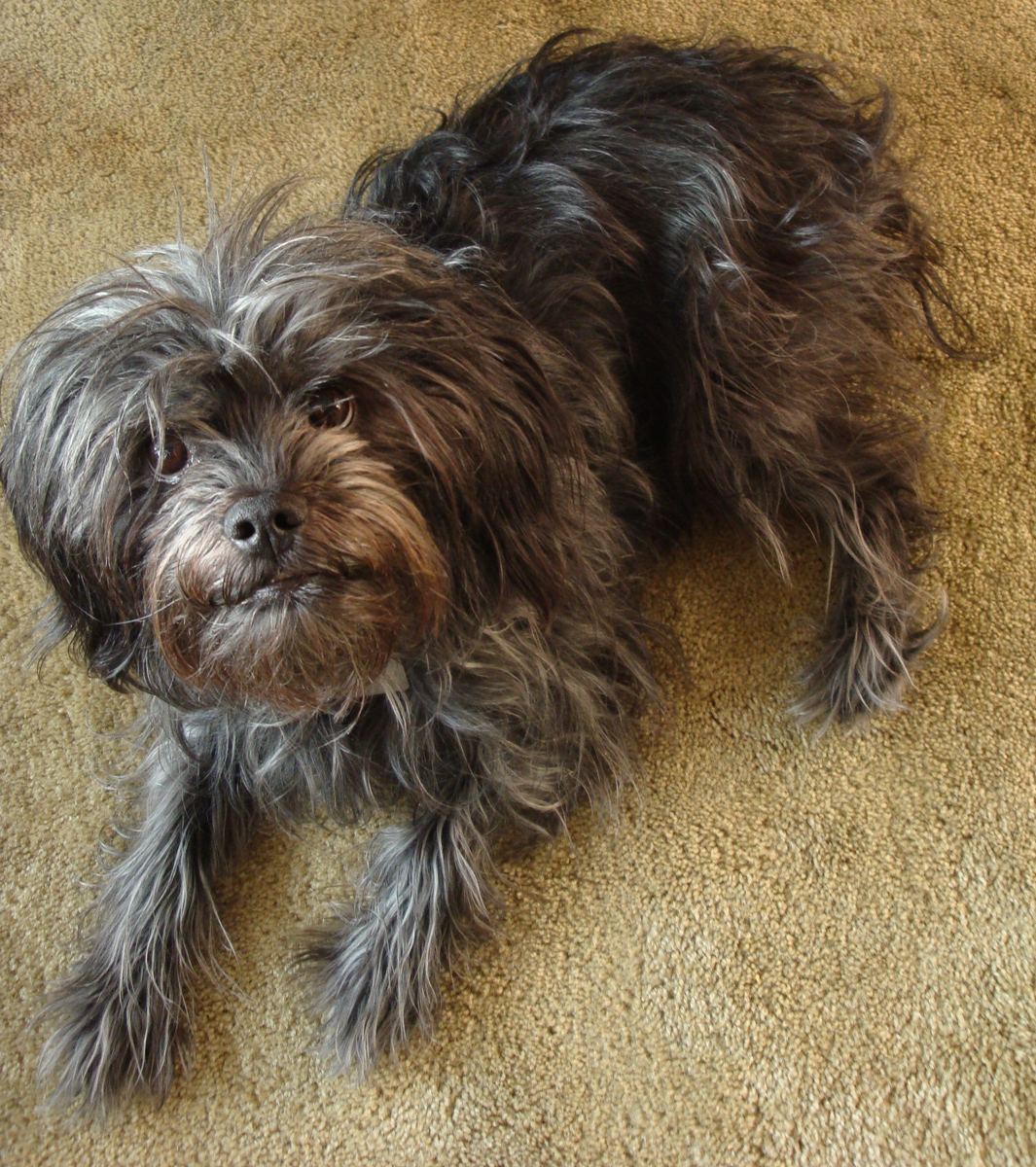
Fena opičího pinče

Opičí pinč je malý, kompaktní pes lehké konstrukce s hrubou srstí, převážně obdélníkového rámce. Dorůstá výšky v kohoutku 24–30 cm a hmotnost se pohybuje okolo 4–6 kilogramů. Srst, která pokrývá celé tělo, je hrubá bez podsady a povolené barvy jsou černá nebo prokvetlá černá. Srst je hrubá, lehce zvlněná.
Hlava je kulatá, s harmonickými tvary, dobře viditelné čelo i stop. Uši jsou nasazené vysoko, nesené dopředu. Mohou být klopené, nebo vzpřímené. Jsou poměrně malé a do tvaru V. Oči jsou tmavé, posazené hluboko v důlcích, téměř kulaté. Povoleným skusem je předkus, přičemž špičáky a řezáky nesmějí být při zavření tlamy vidět. Nosní houba je černá s dobře otevřenými nosními otvory. Krk je poměrně krátký, široký. Hřbet dlouhý, dobře osvalený a široký. Ocas je středně dlouhý. Žádoucí je, aby byl nesen šavlovitě nebo srpovitě. Nohy jsou středně dlouhé, rovné. Tlapky kulaté téměř kočičí s černými drápky.

## Povaha
Opičí pinč je živé, energické a aktivní psí plemeno. Jsou přátelští, ale k cizím se chovají nedůvěřivě, ale nikdy ne agresivně. Je inteligentní a bystrý, ani dominantní, ani tvrdohlavý.Je oddaný své rodině a schopný bránit ji i její majetek. Je klidný. S dětmi vychází dobře, ale díky své jemné konstrukci jej mohou lehce zranit. S jinými psy umí vyjít, ale je žárlivý. S ostatními zvířaty vychází jen v případě, že je s nimi seznámen již ve štěněcím období. Velkých hospodářských zvířat se ale bude stranit vždy.

## Nároky
Tito psi nevyžadují příliš pohybu, ale dokáží si osvojit životní styl svého majitele a přizpůsobit se mu. Není vhodný pro celoroční pobyt venku. Vyžaduje výcvik a výchovu, přičemž je vhodné odměňovat dobré chování, nikoli trestat špatné. Srst se musí minimálně 2x ročně trimovat, nečeše se ani nestříhá. Ideální je časté kartáčování. Není pro ni vhodné mytí šamponem, které ničí strukturu jednotlivých chlupů a ty pak ztrácejí svoji přirozenou mastnotu a hrubost. Vous je nutné čistit a pročesávat, protože se v něm hromadí bakterie. Těmto psům rostou v koutcích očí chlupy, které se zastřihují. Nevyžaduje speciální výživu. Plemeno na žádné dědičné nemoci netrpí, ale u obézních psů bývají problémy s klouby.